# 鷹来村
鷹来村（たかきむら）は、かつて愛知県西北部にあった村である。
鷹来という地名は、代々尾張徳川家の鷹狩の場であったことに由来する。

## 概要
- 東春日井郡に属していた。
- 当時の所在地は現在の春日井市北西部にあたる。
- 現在の春日井市立鷹来中学校、春日井市民病院付近に「鷹来町」が存在する。

- 1906年（明治39年）7月16日 - 田楽村と片山村が合併し、東春日井郡鷹来村発足。
- 1941年（昭和16年）12月1日 - 陸軍の陸軍造兵廠鷹来工廠設立
- 1943年（昭和18年）6月1日 - 勝川町・篠木村・鳥居松村と合併して春日井市発足、廃止。

## 名所
- 伊多波刀神社
- 林昌院
- 新徳寺
- 田楽砦
- 長福寺

## 出身人物
- 河田悦次郎（養蚕家）

## 教育
- 鷹来国民学校（現・春日井市立鷹来小学校）
- 牛山国民学校（現・春日井市立牛山小学校）

## 鉄道
- 名鉄小牧線 間内駅・牛山駅